# Heterolobus aeneus
Heterolobus aeneus es una especie de coleóptero de la familia Anthicidae.

## Distribución geográfica
Habita en Chile.